# كشف الزوايا

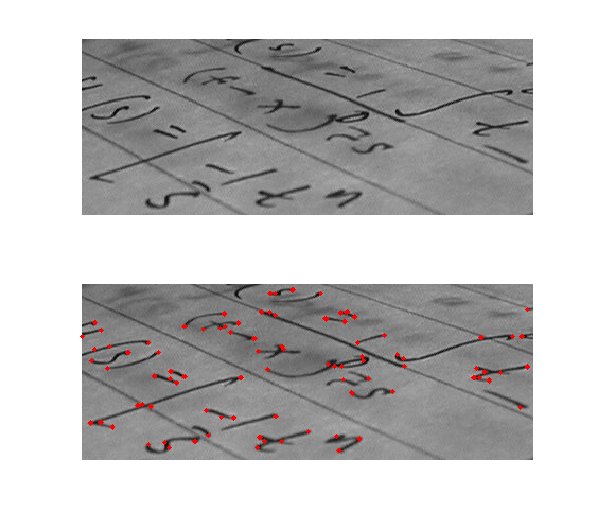
خرج خوارزمية الكشف عن الزوايا المثالية

كشف الزوايا: مقاربة مستخدمة في أنظمة الإبصار الحاسوبي لاستخراج أنماط معينة من المميزات واستنتاج محتوى الصورة. كشف الزوايا مستخدم بكثرة في كشف الحركة ومطابقة الصور وتتبع الفيديو والصور الفسيفسائية والصور البانورامية والنمذجة ثلاثسة الأبعاد والتعرف على الأشياء، كما يتداخل مع موضوع كشف النقاط المميزة.